# فرانسیسکو سوتیل
فرانسیسکو سوتیل (انگلیسی: Francisco Sutil؛ زادهٔ ۲۱ دسامبر ۱۹۸۴) بازیکن فوتبال اهل اسپانیا است.
از باشگاه‌هایی که در آن بازی کرده‌است می‌توان به باشگاه فوتبال سابادل، باشگاه فوتبال رئال سوسیداد، باشگاه فوتبال ایبار، و باشگاه فوتبال رئال مورسیا اشاره کرد.